# Flughafen Al Massira

i7
i11
i13
Der Flughafen Al Massira (arabisch مطار المسيرة Matar al-Maseera, französisch Aéroport Al Massira, IATA-Code: AGA, ICAO-Code: GMAD) ist der internationale Flughafen der Stadt Agadir in Marokko, er wurde 2002 eröffnet und liegt etwa 22 Kilometer von deren Stadtzentrum entfernt.

## Daten
- 24 Check-in-Schalter
- 6 Fluggastbrücken/Gates
- 2 Gepäckbänder
- 13 Flugzeug-Parkflächen

## Fluggesellschaften und Ziele
Einige Fluggesellschaften fliegen den Flughafen Al Massira von Deutschland aus an, so z. B. Condor, EasyJet, Ryanair und TUIfly. Außerdem landen zahlreiche weitere europäische und afrikanische Gesellschaften auf dem Flughafen.